# Poynette
Poynette és una població dels Estats Units a l'estat de Wisconsin. Segons el cens del 2000 tenia 2.266 habitants.

## Demografia
Segons el cens del 2000, Poynette tenia 2.266 habitants, 919 habitatges, i 578 famílies. La densitat de població era de 363 habitants per km².
Dels 919 habitatges en un 35,8% hi vivien nens de menys de 18 anys, en un 48,3% hi vivien parelles casades, en un 9,2% dones solteres, i en un 37% no eren unitats familiars. En el 30,5% dels habitatges hi vivien persones soles el 13,9% de les quals corresponia a persones de 65 anys o més que vivien soles. El nombre mitjà de persones vivint en cada habitatge era de 2,46 i el nombre mitjà de persones que vivien en cada família era de 3,04.
Per edats la població es repartia de la següent manera: un 28,4% tenia menys de 18 anys, un 7,1% entre 18 i 24, un 34% entre 25 i 44, un 18,9% de 45 a 60 i un 11,5% 65 anys o més.
L'edat mediana era de 34 anys. Per cada 100 dones de 18 o més anys hi havia 99,8 homes.
La renda mediana per habitatge era de 45.000 $ i la renda mediana per família de 53.804 $. Els homes tenien una renda mediana de 35.813 $ mentre que les dones 25.098 $. La renda per capita de la població era de 18.962 $. Aproximadament el 3,1% de les famílies i el 6% de la població estaven per davall del llindar de pobresa.

## Poblacions més properes
El següent diagrama mostra les poblacions més properes.